# Isla Furona
La isla Furona es una pequeña isla frente a la costa de la Isla de Santa Isabel en las Islas Salomón.
Su único pueblo, también llamado Furona, es hogar de hablantes del idioma bughotu.